# 쥐니오르 카바낭가
쥐니오르 카바낭가 칼롱지(프랑스어: Junior Kabananga Kalonji, 1989년 4월 4일 ~ )는 콩고 민주 공화국의 축구 선수로 현재 카자흐스탄 프리미어리그의 FC 막타랄에서 공격수로 활동 중이다.

## 선수 경력

### 클럽
2009년 자국 리그의 MK 에탕셰이테에서 데뷔한 후 이듬해인 2010년 벨기에 퍼스트 디비전 A의 명문팀인 RSC 안데를레흐트와 입단 계약을 체결하며 유럽 무대에 진출했다.
그리고 2011년부터 2013년까지 베이르스홋 AC와 KSV 루셀라레에서 임대 선수로 활동하다가 2013년 7월 세르클러 브뤼허로 이적 후 2014-15 시즌까지 69경기 15골을 기록했고2014-15 시즌 이후 카자흐스탄 프리미어리그의 FC 아스타나로 이적하여 2017년까지 95경기 38골을 터뜨려 팀의 리그 3연패(2015년, 2016년, 2017년), 2016년 카자흐스탄컵 우승, 카자흐스탄 슈퍼컵 2회 연속 준우승(2016년, 2017년)의 주역으로 맹활약했으며 2015-16 시즌에는 터키 2부 리그의 카르데미르 카라뷔크스포르에서 잠시 임대 선수로 활동했다.
그렇게 아스타나에서 전성기를 보낸 후 한화 약 23억원의 이적료에 사우디 프로페셔널리그의 알나스르 FC로 이적하여 2017-18 시즌 7경기 4골을 기록하며 리그 3위 입상 및 2019년 AFC 챔피언스리그 예선 플레이오프 진출을 도왔고 2017-18 시즌 이후 친정팀인 FC 아스타나로 임대 이적하여 2019 시즌까지 공식전 33경기 4골로 팀의 리그 4연패, 2019년 카자흐스탄 슈퍼컵 우승에 일조하며 팀의 전성기를 또 다시 이끌었다.
그 뒤 카타르 스타스 리그의 카타르 SC, 벨라루스 프리미어리그의 샤흐툐르 살리호르스크를 거쳐 2021년 중국 갑급리그의 쑤저우 동우와 입단 계약을 체결했다.

### 국가대표팀
2014년 콩고 민주 공화국 성인대표팀에 첫 발탁된 이후 같은 해 10월 15일 코트디부아르와의 2015년 아프리카 네이션스컵 최종 예선 D조 4차전에서 국제 A매치 데뷔골을 신고했다. 
이후 이듬해에 열린 2015년 아프리카 네이션스컵 본선 엔트리에 합류하여 대회 3위 입상에 일조했고 그 다음 대회인 2017년 아프리카 네이션스컵에서는 비록 팀은 8강에서 가나에 1-2로 석패하며 대회를 마감했지만 4경기 3골을 터뜨리며 대회 득점왕에 오른 것은 물론 대회 공격수 부문 드림팀에도 이름을 올리는 기염을 토했다.

## 수상

### 클럽
FC 아스타나
- 카자흐스탄 프리미어리그 : 우승 (2015, 2016, 2017, 2018)
- 카자흐스탄컵 : 우승 (2016), 준우승 (2015)
- 카자흐스탄 슈퍼컵 : 우승 (2019), 준우승 (2016, 2017)

 알나스르 FC
- 사우디 프로페셔널리그 : 3위 (2017-18)

### 국가대표팀
콩고 민주 공화국
- 아프리카 네이션스컵 : 3위 (2015)

### 개인
- 아프리카 네이션스컵 득점왕 : 2017 (3골)
- 아프리카 네이션스컵 드림팀 : 2017